# Parti de la prospérité (Éthiopie)
Pour le parti turc, voir Parti de la prospérité (Turquie).
Le Parti de la prospérité (en Oromo Paartii Badhaadhiinaa, en Amharique ብልጽግና ፓርቲ) est un parti politique éthiopien, fondé en 2019 par le Premier ministre Abiy Ahmed. 
Successeur du Front démocratique révolutionnaire du peuple éthiopien et de la majorité des partis le composant, le parti de la prospérité se réclame du social-libéralisme. Sa création vise notamment à répondre à l'objectif affiché d'Abiy Ahmed de mettre fin à la conception ethno-centrée des précédentes formations politiques du pays,.

## Historique

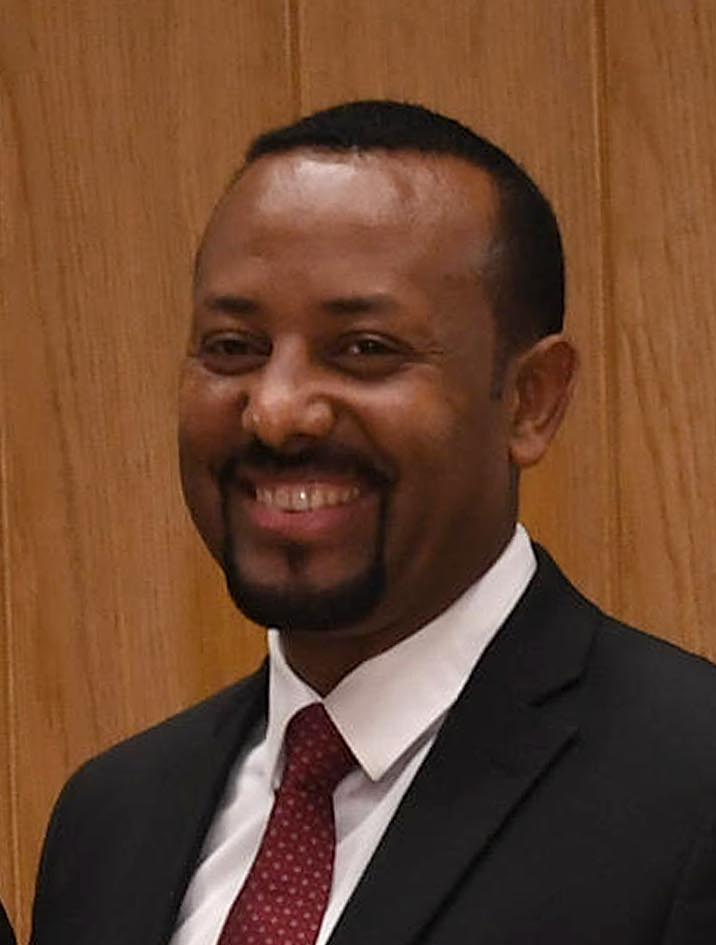
Abiy Ahmed

La situation politique de l’Éthiopie change au début de l'année 2018 lorsque le pays est agité par des troubles socio-politiques qui conduisent en avril au report des élections municipales et à la démission du Premier ministre Haile Mariam Dessalegn. L’Éthiopie est alors dirigée depuis des décennies par la même coalition, le Front démocratique révolutionnaire du peuple éthiopien (FDRPE). 
En réaction à ces évènements, le FDRPE nomme Abiy Ahmed au poste de Premier ministre d'Éthiopie le 2 avril 2018. Celui-ci se lance très vite dans un vaste programme de réformes, dont la libération de dissidents, une ouverture de l’espace démocratique ainsi que le retour à la paix avec l’Érythrée voisine, ce qui lui vaut une importante popularité et l'obtention, le 11 octobre 2019, du prix Nobel de la paix,,. Le nouveau Premier ministre s'efforce également de réformer le FDRPE en une structure nationale centralisée, celui-ci étant principalement composé de quatre partis ethno-régionaux implantés indépendamment les uns des autres dans les régions des Oromos, des Amharas, des Tigréens et des peuples du sud. À l'exception du Front de libération du peuple du Tigray, ces partis ainsi que plusieurs autres partis mineurs non membres du FDRPE et alors dans l'opposition, sont fusionnés le 1er décembre 2019 en une seule formation, le Parti de la prospérité, en vue des élections législatives éthiopiennes de 2021.

## Résultats
| Année | Voix       | %     | Rang | Élus      |
| ----- | ---------- | ----- | ---- | --------- |
| 2021  | 30 018 782 | 89,18 | 1er  | 457 / 473 |